# آيزوسوربايد ثنائي النترات
أيزوسوربايد داينايتريت (أيزوسوربايد ثنائي النترات) (بالإنجليزية: Isosorbide dinitrate)‏ هو نترات مستٓخدٓم دوائيّاً ليعمل كمُوٓسِّع ومُمَدّد للأوعية الدمويه لعلاج الذبحة الصدريّة (ألم في الصدر سببه مرض في القلب) وكذلك لعلاج فشل القلب الاحتقانيّ والتشنّجِ المريئيّ.
إِنّٓهُ مركّبٌ صلبٌ مُباعٌ في الولايات المتحدة الأمريكية تحت الاسم التجاري «دايلاتريت» بشكله الصيدلانيّ طويل الأجل، والاسم التجاري الآخر «أيزورديل». أما في المملكة المتّحدة؛ في كل من أرجنتينيا وهونغ كونغ فالاسم التجاري له «أيزوكيت».
وقد وُضع في قائمة الأدوية الأساسية في منظمة الصحة العالميّة والتي تًعَدّ أهم الأدوية المًحتاجة في النظام الصحيّ الأساسيّ.

## الاستخدامات الطبيّة
يُستخدم للذبحة الصدريّة، مع أدوية أخرى لعلاج مرض الاحتقان القلبيّ، وكذلك للتشنّجّ المريئيّ.

## الإيجابيّات
النترات طويلةً المفعول وفائدتها كبيرة لأنها بشكل عام أكثر فعاليّة واستقرارا على المدى القصير.

## السلبيّات
إنّ استخدامها على المدى الطويل لعلاج مرضٍ مَزمنٍ قد يؤدّي لما يَسمّونه «التحمّل أو اصطبار» وهو الحاجة لإعطاء جرعة أعلى للحصول على التأثير ذاته بالجرعة الأصليّة الأقل. أي تقلّ فاعليّة الدواء.
لقد تمّ التحقيق في هذه الظاهرة في الثلاثين سنة الخاليات، وتمّ اقتراحُ عدّة فرضيّات وتشملُ:
1.وجود علة في التحوّل الحيويّ الخاصّ بال «أيزوسوريايد ثنائي النترات» لجوهره الفعّال «أوكسيد النتروز».
2.تفعيلُ الهرمونيّة العصبيّةِ التي تُسبّبُ تنشيط الجزء العصبي الودّي الذي يعملُ على تحريرِ مُضيّقات الأوعية الدمويّة مثل هرمون الإندوثيلين وهرمون البروجستين
3.توسيع حجم البلازما (مصل الدّم).
4.فرضيّة الإجهاد المُؤكسد (المُقترحة من قبل مُنزل واخرون عام 1995).
إنّ الفرضيّة الأخيرة تُمثّلُ فرضيّة مُوَحِدةً. كما أنّ قدرة الأيزوسوربايد ثنائي النترات على تحفيز إنتاج جذور الأكسجين الحرّة بشكل غير مناسب قد يُحدِث عددا من العِلل المذكورة سابقا. إضافة إلى ذلك تبيّن أن مشكلة التحمّل تترافق مع عِلل الأوعية الدّمويّة التي تزيد الوضع سوءا: والتي تتضمّنُ خلل الوظائف البطانيّة والتلقائيّة.
أما في المدى القصير، فإن استعمال الأيزوسوربايد ثنائي النترات قد يؤدي إلي صداع شديد من الممكن أن يتطلّب بعض المُسكّنات (نادرا ما يصل إلى مورفين), كما يؤدي إلى هبوط ضغط الدم الحادّ، وفي بعض الحالات بطء نبضات القلب. وهذا بدوره يجعل بعض الأطباء قلقين من استخدامه مُحذّرين المرضى من مشاكله المُحتَملة.

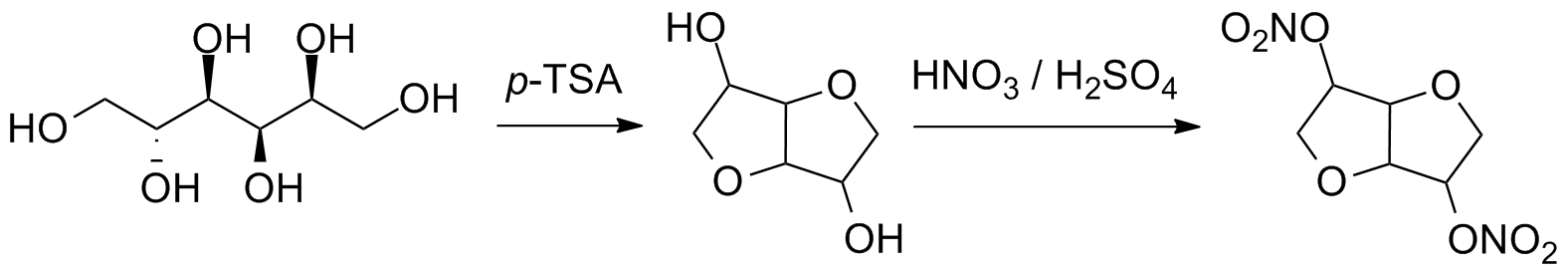

4. التصنيع:
| البيانات السريريه    |                       |
| -------------------- | --------------------- |
| فئة الحمل            | "ج"                   |
| الوضع القانوني       | وصفه طبيه فقط         |
| بيانات حرائك الادويه |                       |
| التوافر البيولوجي    | 10-90% 0(المتوسط 25%) |
| عملية الايض          | كبدي                  |
| عمر النصف البيولوجي  | ساعه واحده            |
| الطرح والإفراغ       | كلوي                  |